# John Hillerman

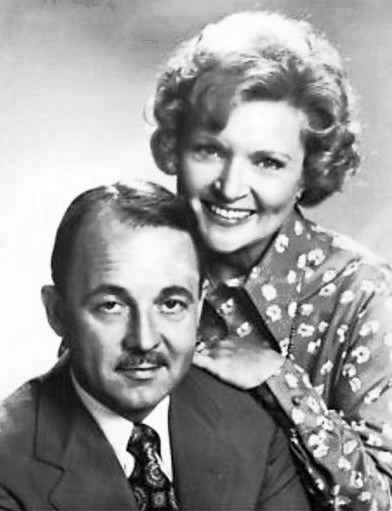
Hillerman junto a Betty White promocionando la serie televisiva The Betty White show (1977).

John Benedict Hillerman (Denison, Texas; 20 de diciembre de 1932-Houston, Texas; 9 de noviembre de 2017) fue un actor estadounidense.

## Biografía
Hillerman apareció en Broadway en 1959 y trabajó en las actuaciones en directo en una variedad de lugares antes de hacer su debut cinematográfico en 1970. Tuvo papeles menores en películas tan notables como The Last Picture Show (71), What's Up, Doc? (72), High Plains Drifter (73),  Blazing Saddles 1974 y Chinatown (74). Sus otras películas incluyen Lucky Lady (75), e hizo una pequeña aparición en la película Up the Creek (84).

## Magnumy otras series
Es memorable su actuación en la serie televisiva: Magnum, P.I. interpretando a Higgins. Como actor invitado pasó por las series Kojak, Mannix, Hawaii Five-O, Little House on the Prairie, Hart to Hart, Lou Grant, Serpico, La Mujer Maravilla, The Love Boat,Murder, She Wrote entre otras.

## Nominaciones y premios
Hillerman fue nominado en 1982, 1983, 1985, 1987 y 1988 al premio Globo de Oro al mejor actor secundario ganando en 1982. Hillerman también fue nominado para un Premio Emmy por Mejor Actor de Reparto en una Serie Dramática en 1984, 1985, 1986 y por su papel en Magnum, P.I. ganó el premio en 1987. Su último trabajo fue en el film del 96 A Very Brady Sequel.

## Filmografía
- 1970: They Call Me MISTER Tibbs!
- 1970: Lawman
- 1971: Sweet, Sweet Rachel, Telefilm
- 1971: The Last Picture Show
- 1971: Honky
- 1972: What's Up, Doc?
- 1972: The Carey Treatment
- 1972: Skyjacked
- 1972: A Man Is Dead
- 1973: The Thief Who Came to Dinner
- 1973: High Plains Drifter
- 1973: Paper Moon
- 1973: The Naked Ape
- 1974: Blazing Saddles
- 1974: The Nickel Ride
- 1974: Chinatown
- 1975: At Long Last Love
- 1975: Como plaga de langosta
- 1975: Lucky Lady
- 1976: The Invasion of Johnson County
- 1977: Audrey Rose
- 1977: The Betty White Show, Serie de televisión: John Elliot
- 1977: Kill Me If You Can, Telefilm
- 1979: Beanes of Boston, Telefilm
- 1979: Sunburn
- 1980: Marathon
- 1980: Battles: The Murder That Wouldn't Die, Telefilm
- 1980: Magnum, P.I. - 162 capítulos {80-88}
- 1981: History of the World: Part I
- 1982: Little Gloria... Happy at Last, Telefilm
- 1984: Money Hunt: The Mystery of the Missing Link Narrador
- 1984: Up the Creek
- 1987: Assault and Matrimony, Telefilm
- 1988: Street of Dreams, Telefilm
- 1989: Around the World in 80 Days, Miniserie
- 1989: Real Men Don't Eat Gummi Bears
- 1990: Hands of a Murderer, Telefilm
- 1996: A Very Brady Sequel